# Getrieben
Getrieben ist ein deutscher Fernsehfilm von Maris Pfeiffer aus dem Jahr 2018. In den Hauptrollen spielen Petra Schmidt-Schaller eine Psychologin und Ulrike C. Tscharre eine Kommissarin, die einen Mörder suchen. Der Film hatte seine Premiere beim Festival des deutschen Films 2018 und wurde erstmals am 25. Februar 2019 im Abendprogramm des ZDF ausgestrahlt.

## Handlung
Psychologin Kara Bischoff und Kommissarin Sibylle Deininger waren früher ein Paar. Kara unterstützte mit ihren psychologischen Einschätzungen Sybille häufig auch bei ihrer Ermittlungsarbeit, mit der Trennung endete auch diese Zusammenarbeit. Ein aktueller Fall führt die beiden Frauen wieder zusammen. Ein Täter ist durch das Fenster in eine Wohnung eingedrungen und hat eine junge Frau brutal ermordet.
Die Ermittlungsarbeiten bringen zunächst keinen Erfolg, ein Verdächtiger entpuppt sich als unschuldig. Die Ermittler können einen länger zurückliegenden zweiten Mord dem gleichen Täter zuordnen und machen auch ein weiteres überlebendes Opfer ausfindig, für dessen Befragung Sybille Kara um Hilfe bittet. Wenig später wird die junge Frau auf vergleichbare Art ermordet, wieder ist der Täter durchs Fenster eingedrungen. Auch ist jemand in Karas Wohnung eingedrungen, sodass sich Sybille Sorgen um ihre Exfreundin macht.
Mittlerweile hat Kara die Vermutung, dass einer ihrer Patienten etwas mit dem Fall zu tun haben könnte. Stefan Grewe, ein trockener Alkoholiker, hat wieder mit dem Trinken angefangen, seitdem er von Albträumen geplagt wird. Dies belaste seine Beziehung zu Frau und Sohn. Kara deutet in Grewes Träumen und den angefertigten Zeichnungen, dass dieser in seiner Kindheit den Mord an einem anderen Kind beobachtet haben könnte. Da Grewe in der Nähe des Tatorts gesehen wurde, glaubt auch Sybille an einen Zusammenhang. Es stellt sich heraus, dass damals im Wohnort Grewes ein Kind auf ähnlich Weise wie die Frauen getötet wurde. Da die Details nie veröffentlicht wurden, muss der jetzige Täter damals involviert gewesen sein.
Die Ermittlungen von Sybille und ihren Kollegen ergeben, dass Grewe einen älteren Stiefbruder hat, Michael Bräutigam, der ebenso als Täter in Frage kommt. Kurze Zeit später klingelt Grewe bei Kara und verschafft sich mit Bräutigam Zugang. Sie fesseln Kara und überwältigen auch Sybille, als diese in der Wohnung eintrifft. Eine hinzukommende Kollegin kann Bräutigam schließlich erschießen, Grewe wird verhaftet.

## Produktion
Der Film wurde vom 9. März 2018 bis zum 9. April 2018 in Berlin und Umgebung gedreht.

## Rezeption

### Kritiken
Im Lexikon des internationalen Films vergibt die Redaktion 2 von 5 möglichen Sternen und schreibt: „(Fernseh-)Krimi mit einer reizvollen zentralen Paar-Konstellation und einigen schauspielerischen Glanzleistungen. Der Serienmörder-Plot fährt dagegen nur erprobte Versatzstücke auf und strapaziert mit absurden Volten die Glaubwürdigkeit“.
In der Besprechung des Films bei tittelbach.tv vergibt Tilmann P. Gangloff insgesamt 4 von 6 Sternen.

### Einschaltquoten
Bei seiner Erstausstrahlung am 25. Februar 2019 im ZDF sahen 6,19 Millionen Zuschauer den Film, was einem Marktanteil von 19,4 % für den Sender entsprach.